# 로버트 블랙
로버트 브라운 블랙 경 GCMG OBE (중국어: 柏立基; 1906년 6월 3일 ~ 1999년 10월 19일)은 영국의 식민지 관리자로 1955년부터 1957년까지 싱가포르 총독, 1958년부터 1964년까지 홍콩 총독을 역임했다. 에든버러 대학교 조지 왓슨 칼리지를 졸업한 그는 1960년대에 영국으로 귀국하기까지 30년 간 본토 밖에서 근무했다.

## 식민지 관리 경력
로버트 브라운은 30년 이상 동안 영국 식민지 행정부에서 복무했다. 트리니다드로 처음에 발령됐지만 이후에는 계속 아시아에 발령났다.
북보르네오에서 복무하는 동안 정보대에 발령됐고 일본에 대항하는 게릴라에 관여했다. 그는 1942년에 일본 측에 끌려가 제2차 세계 대전 종전 때까지 포로수용소에 가둬졌다.
종전 후 북보르네오와 홍콩에 부임한 후 1955년부터 1957년까지 싱가포르 총독, 1958년부터 1964년까지 홍콩 총독이 됐다.

### 홍콩 총독
통치 기간 동안 홍콩은 급격히 번영케 된 동시에 난민 수 만 명이 대약진 운동으로 인한 기근 등으로 인해 중공 본토로부터 불법월경을 했다. 일부는 송환됐지만 구룡에 도달한 수 십 만 명 거의 모두는 체류가 허가됐다. 이러한 인파는 식민당국에 엄청난 부담이 됐지만 난민들의 요구는 공공주택 건설과 공공보건 조치 프로그램에 의해 충족됐다.
그의 마지막 임기 2년 동안 홍콩은 가뭄에 시달렸고 물 부족으로 이어졌다. 1962년 5월부터 1964년 8월까지 제한급수가 이뤄졌다. 1963년 6월부터 태풍 비올라가 가뭄을 끝낸 1964년 5월까지 물 공급은 4일마다 4시간으로 제한됐다.
블랙은 소규모 시설 여러 곳을 합하여 홍콩중문대학을 세웠다. 그는 또한 홍콩 총독 임기 동안 홍콩중문대학 및 홍콩 대학 총장을 겸했다.
| 전임 알렉산더 그랜덤 | 제23대 홍콩의 총독 1958년 1월 23일-1964년 3월 31일 | 후임 데이비드 트렌치 |